# Open de Nice Côte d'Azur 2011 - Qualificazioni singolare
Le qualificazioni del singolare  dell'Open de Nice Côte d'Azur 2011 sono state un torneo di tennis preliminare per accedere alla fase finale della manifestazione. I vincitori dell'ultimo turno sono entrati di diritto nel tabellone principale. In caso di ritiro di uno o più giocatori aventi diritto a questi sono subentrati i lucky loser, ossia i giocatori che hanno perso nell'ultimo turno ma che avevano una classifica più alta rispetto agli altri partecipanti che avevano comunque perso nel turno finale.

## Giocatori

### Teste di serie
1. Robin Haase (ultimo turno) (Lucky loser)
2. Ryan Sweeting (secondo turno)
3. Pere Riba (qualificato)
4. Frederico Gil (primo turno)

1. Michael Russell (ultimo turno) (Lucky loser)
2. Andreas Haider-Maurer (qualificato)
3. Miša Zverev (primo turno)
4. Benoît Paire (qualificato)

### Qualificati
1. Andreas Haider-Maurer
2. Benoît Paire

1. Pere Riba
2. Guillaume Rufin

### Lucky losers
1. Robin Haase
2. Michael Russell

## Tabellone qualificazioni

### Sezione 1
|  | Primo turno       | Primo turno             | Primo turno             | Primo turno | Primo turno |  |  | Secondo turno | Secondo turno         | Secondo turno         | Secondo turno         | Secondo turno |   |   | Ultimo turno | Ultimo turno | Ultimo turno | Ultimo turno | Ultimo turno |  |
|  |                   |                         |                         |             |             |  |  |               |                       |                       |                       |               |   |   |              |              |              |              |              |  |
|  | 1                 | Robin Haase             | Robin Haase             | 6           | 6           |  |  |               |                       |                       |                       |               |   |   |              |              |              |              |              |  |
|  |                   | Gerard Granollers Pujol | Gerard Granollers Pujol | 1           | 4           |  |  | 1             | Robin Haase           | Robin Haase           | 6                     | 7             |   |   |              |              |              |              |              |  |
|  | Mathieu Rodrigues | Mathieu Rodrigues       | 5                       | 0           | r           |  |  |               | Pavol Červenák        | Pavol Červenák        | 3                     | 63            |   |   |              |              |              |              |              |  |
|  | Pavol Červenák    | Pavol Červenák          | 7                       | 2           |             |  |  |               |                       |                       |                       |               |   |   | 1            | Robin Haase  | 3            | 6            | 4            |  |
|  | Caio Zampieri     | Caio Zampieri           | Caio Zampieri           | 3           | 3           |  |  |               |                       | 6                     | Andreas Haider-Maurer | 6             | 0 | 6 |              |              |              |              |              |  |
|  | Vincent Millot    | Vincent Millot          | Vincent Millot          | 6           | 6           |  |  |               | Vincent Millot        | Vincent Millot        | 3                     | 6(1)          |   |   |              |              |              |              |              |  |
|  |                   | Tim Smyczek             | Tim Smyczek             | 2           | 2           |  |  | 6             | Andreas Haider-Maurer | Andreas Haider-Maurer | 6                     | 7             |   |   |              |              |              |              |              |  |
|  | 6                 | Andreas Haider-Maurer   | Andreas Haider-Maurer   | 6           | 6           |  |  |               |                       |                       |                       |               |   |   |              |              |              |              |              |  |

### Sezione 2
|  | Primo turno     | Primo turno       | Primo turno       | Primo turno | Primo turno |  |  | Secondo turno | Secondo turno     | Secondo turno | Secondo turno | Secondo turno |   |   | Ultimo turno | Ultimo turno      | Ultimo turno | Ultimo turno | Ultimo turno |  |
|  |                 |                   |                   |             |             |  |  |               |                   |               |               |               |   |   |              |                   |              |              |              |  |
|  | 2               | Ryan Sweeting     | 7                 | 65          | 6           |  |  |               |                   |               |               |               |   |   |              |                   |              |              |              |  |
|  |                 | Alexander Peya    | 64                | 7           | 3           |  |  | 2             | Ryan Sweeting     | 6             | 0             | 3             |   |   |              |                   |              |              |              |  |
|  |                 | Illja Marčenko    | Illja Marčenko    | 3           | 4           |  |  | WC            | Benjamin Balleret | 3             | 6             | 6             |   |   |              |                   |              |              |              |  |
|  | WC              | Benjamin Balleret | Benjamin Balleret | 6           | 6           |  |  |               |                   |               |               |               |   |   | WC           | Benjamin Balleret | 62           | 7            | 0            |  |
|  | Serhij Bubka    | Serhij Bubka      | 64                | 6           | 6           |  |  |               |                   | 8             | Benoît Paire  | 7             | 5 | 6 |              |                   |              |              |              |  |
|  | Andrej Kumancov | Andrej Kumancov   | 7                 | 3           | 3           |  |  |               | Serhij Bubka      | 7             | 2             | 4             |   |   |              |                   |              |              |              |  |
|  |                 | Jonathan Eysseric | Jonathan Eysseric | 3           | 4           |  |  | 8             | Benoît Paire      | 64            | 6             | 6             |   |   |              |                   |              |              |              |  |
|  | 8               | Benoît Paire      | Benoît Paire      | 6           | 6           |  |  |               |                   |               |               |               |   |   |              |                   |              |              |              |  |

### Sezione 3
|  | Primo turno | Primo turno      | Primo turno      | Primo turno | Primo turno |  |  | Secondo turno | Secondo turno   | Secondo turno   | Secondo turno   | Secondo turno   |   |   | Ultimo turno | Ultimo turno | Ultimo turno | Ultimo turno | Ultimo turno |  |
|  |             |                  |                  |             |             |  |  |               |                 |                 |                 |                 |   |   |              |              |              |              |              |  |
|  | 3           | Pere Riba        | Pere Riba        | 6           | 7           |  |  |               |                 |                 |                 |                 |   |   |              |              |              |              |              |  |
|  |             | Arnaud Clément   | Arnaud Clément   | 4           | 5           |  |  | 3             | Pere Riba       | Pere Riba       | 6               | 6               |   |   |              |              |              |              |              |  |
|  |             | Alberto Brizzi   | Alberto Brizzi   | 6           | 6           |  |  |               | Alberto Brizzi  | Alberto Brizzi  | 0               | 2               |   |   |              |              |              |              |              |  |
|  | WC          | Martin Vaïsse    | Martin Vaïsse    | 1           | 0           |  |  |               |                 |                 |                 |                 |   |   | 3            | Pere Riba    | Pere Riba    | 6            | 6            |  |
|  |             | Gastão Elias     | Gastão Elias     | 6           | 6           |  |  |               |                 | 5               | Michael Russell | Michael Russell | 2 | 1 |              |              |              |              |              |  |
|  | WC          | Romain Arneodo   | Romain Arneodo   | 4           | 3           |  |  |               | Gastão Elias    | Gastão Elias    | 3               | 2               |   |   |              |              |              |              |              |  |
|  |             | Daniele Giorgini | Daniele Giorgini | 1           | 4           |  |  | 5             | Michael Russell | Michael Russell | 6               | 6               |   |   |              |              |              |              |              |  |
|  | 5           | Michael Russell  | Michael Russell  | 6           | 6           |  |  |               |                 |                 |                 |                 |   |   |              |              |              |              |              |  |

### Sezione 4
|  | Primo turno | Primo turno      | Primo turno      | Primo turno | Primo turno |  |  | Secondo turno   | Secondo turno    | Secondo turno    | Secondo turno    | Secondo turno    |   |   | Ultimo turno    | Ultimo turno    | Ultimo turno    | Ultimo turno | Ultimo turno |  |
|  |             |                  |                  |             |             |  |  |                 |                  |                  |                  |                  |   |   |                 |                 |                 |              |              |  |
|  | 4           | Frederico Gil    | 7                | 3           | 63          |  |  |                 |                  |                  |                  |                  |   |   |                 |                 |                 |              |              |  |
|  |             | Dennis Blömke    | 5                | 6           | 7           |  |  | Dennis Blömke   | Dennis Blömke    | Dennis Blömke    | 3                | 2                |   |   |                 |                 |                 |              |              |  |
|  |             | Guillaume Rufin  | Guillaume Rufin  | 6           | 6           |  |  | Guillaume Rufin | Guillaume Rufin  | Guillaume Rufin  | 6                | 6                |   |   |                 |                 |                 |              |              |  |
|  | Alt         | Tiago Fernandes  | Tiago Fernandes  | 1           | 1           |  |  |                 |                  |                  |                  |                  |   |   | Guillaume Rufin | Guillaume Rufin | Guillaume Rufin | 6            | 6            |  |
|  |             | Victor Crivoi    | Victor Crivoi    | 5           | 4           |  |  |                 |                  | Nicolas Renavand | Nicolas Renavand | Nicolas Renavand | 2 | 1 |                 |                 |                 |              |              |  |
|  | WC          | Clément Reix     | Clément Reix     | 7           | 6           |  |  | WC              | Clément Reix     | Clément Reix     | 3                | 2                |   |   |                 |                 |                 |              |              |  |
|  |             | Nicolas Renavand | Nicolas Renavand | 6           | 6           |  |  |                 | Nicolas Renavand | Nicolas Renavand | 6                | 6                |   |   |                 |                 |                 |              |              |  |
|  | 7           | Miša Zverev      | Miša Zverev      | 3           | 4           |  |  |                 |                  |                  |                  |                  |   |   |                 |                 |                 |              |              |  |